# Fort Wayne Komets
Die Fort Wayne Komets sind eine Eishockeymannschaft, die seit 2012 in der ECHL spielt. Die Vereinsfarben sind orange, schwarz und weiß. Ihre Heimspiele tragen die Komets im bei Eishockeyspielen 10.500 Zuschauer fassenden Allen County War Memorial Coliseum aus. Unter dem Namen firmierten zwei Franchises, die seit 1952 in diversen Minor Leagues aktiv waren bzw. sind.
Das erste Team wurde 1952 gegründet und nahm bis 1990 am Spielbetrieb der International Hockey League teil, als es in die Albany Choppers überging. Zugleich wurden die Flint Generals nach Fort Wayne verlegt und übernahmen die Identität des ersten Franchise.

## Geschichte
Seit ihrer Gründung im Jahr 1952 spielten die Fort Wayne Komets in der International Hockey League, bis das Team 1990 nach Albany verlegt wurde und dort noch eine Spielzeit als Albany Choppers bestritt, ehe es aufgelöst wurde. Ebenfalls 1990 jedoch wurden die Flint Generals nach Fort Wayne verlegt und übernahmen die Identität der ersten Komets. Somit spielte das Franchise weiterhin in der International Hockey League, bis 1999, als es in die Colonial Hockey League wechselte, die später als United Hockey League sowie als International Hockey League firmierte. Nach einem zweijährigen Aufenthalt in der Central Hockey League wechselten die Komets 2012 erneut die Liga und spielen seither in der ECHL.
Die Fort Wayne Komets sind in Nordamerika neben den Hershey Bears aus der American Hockey League und den Original Six aus der National Hockey League eines der Eishockeyteams, die am längsten unter demselben Namen und in derselben Stadt spielen.

## Erfolge und Ehrungen

### Gesperrte Trikotnummern
| - #2 Guy Dupuis - #5 Terry Pembroke - #6 Lionel Repka - #11 Len Thornson - #12 Reg Primeau - #16 Eddie Long - #18 Rob Laird | - #26 Colin Chin - #30 Robbie Irons - #40 Bob Chase - #58 Ken Ullyot - #59 Colin Lister - #77 Steve Fletcher |

### Vereinsrekorde

#### Saison
|                           | Name                          | Anzahl |
| Meiste Tore               | Merv Dubchak                  | 72     |
| Meiste Vorlagen           | Len Thornson                  | 93     |
| Meiste Punkte             | Len Thornson Terry McDougall  | 139    |
| Meiste Strafminuten       | Andy Bezeau                   | 590    |
| Meiste Siege als Torhüter | Kevin St. Pierre              | 43     |
| Meiste Shutouts           | Kevin Reiter Kevin St. Pierre | 8      |